# Rein Taaramäe
Rein Taaramäe (Tartu, 24 april 1987) is een Estisch wielrenner die anno 2025 rijdt voor Kinan Racing Team. Zijn meest aansprekende overwinningen bij de profs behaalde hij in de veertiende etappe van de Ronde van Spanje 2011, de twintigste etappe van de Ronde van Italië 2016 en de derde etappe in de Ronde van Spanje 2021, waarna hij één etappe de rode leiderstrui droeg.

## Carrière
Begonnen in het Franse beloftencircuit kreeg hij in 2008 een profcontract bij Cofidis. In zijn debuutjaar won hij in deze ploeg tweemaal een etappe in de Ronde van het District Santarém, een topwedstrijd voor beloften. Beide keren rondde hij een lange solo succesvol af.
In 2009 won Taaramäe onder andere het bergklassement in de Ronde van het Baskenland en behaalde hij een podiumplaats in de Ronde van Romandië, een achtste plaats in de Ronde van Zwitserland, en won zowel de nationale titel op de weg als in de tijdrit; hij won daarna de rittenkoers Ronde van de Ain waarin hij ook de koninginnenrit won. Voor hij startte in de Ronde van Spanje 2009 werd zijn contract bij Cofidis verlengd.
In 2010 behaalde de Est ereplaatsen in Parijs-Nice en de Ronde van Catalonië. Hij ging niet in op aanbiedingen van Astana en RadioShack. Hij maakte in dat jaar zijn debuut in de Ronde van Frankrijk en probeerde zich daar af en toe in de kijker te rijden. Hij bleek zijn beste krachten in dat jaar echter al te hebben gebruikt en stapte halverwege af. Hij tekende nog eens voor twee jaar bij Cofidis. Na revalidatie van een achillespeesblessure moest Taaramäe later door andere gezondheidsproblemen ook de Ronde van Spanje laten schieten.
Zijn eerste doel in 2011 was een goede uitslag in Parijs-Nice, waar hij in slaagde. Hij werd nu begeleid door sportief directeur en oud-prof Didier Rous. Hij reed daarna dan ook een goede Ronde van Frankrijk, waarin hij net naast de witte jongerentrui en een plaats in de top tien greep. In de Ronde van Spanje won hij solo een bergrit. Enkele dagen later moest hij diezelfde ronde verlaten door een etterende wond aan het zitvlak.
Het jaar erop, 2012, was Taaramäe vroeg in vorm met podiumplaatsen in Franse en Spaanse koersen. Zijn voorbereiding op de Ronde van Frankrijk verliep echter verre van ideaal. Eerst werd hij geveld door klierkoorts, en net terug in het peloton liep hij door een valpartij een dubbele elleboogbreuk op. In het algemeen klassement kon hij dan ook geen rol van betekenis spelen. 2013 was voor Taaramäe een jaar waarin hij voortdurend moeite had met zijn ademhaling en geen noemenswaardige resultaten behaalde.
2014 werd voor de Est het jaar van de wederopstanding, vooral tegen het einde van het seizoen na een operatie aan de luchtwegen. Hij sloot zijn contract bij Cofidis af en kon voor 2015 een nieuw contract ondertekenen bij Astana. In de kleuren van die ploeg won hij al direct de Ronde van Murcia. Hij was ook goed in de Ronde van het Baskenland, waar hij enkel door pech geen degelijk klassement kon behalen. Verder won hij ook nog de Ronde van Burgos en de Arctic Race of Norway. Na die laatste koers maakte hij bekend te vertrekken bij Astana Pro Team. Hij tekende een contract voor twee jaar bij Team Katjoesja.
In Russische dienst wist Taaramäe na een val en opgave van zijn kopman Ilnoer Zakarin de laatste bergrit van de Ronde van Italië 2016 te winnen.
In 2016 nam Taaramäe deel aan de wegwedstrijd op de Olympische Spelen in Rio de Janeiro, maar reed deze niet uit.
Na een tweede jaar bij Katoesja keerde hij in 2018 terug naar Frankrijk, waar hij een plaats kreeg bij de ploeg Direct Énergie. Taaramäe behaalde ereplaatsen in de Ronde van de Ain (derde) en in de tiende etappe van de Ronde van Frankrijk (eveneens derde). In de twaalfde etappe van de Tour kwam hij samen met Dmitri Groezdev buiten tijd over de finish en werd zodoende gedwongen af te stappen. In het najaar behaalde hij enkele ereplaatsen waaronder een derde plaats in de Ronde van de Doubs.
In 2019 was zijn belangrijkste prestatie het winnen van de tijdrit op het nationaal kampioenschap. Een jaar later won hij het bergklassement in de Ronde van Rwanda. 2020 was het eerste jaar in zijn profcarrière dat hij niet deelnam aan minstens een van de Grote Rondes, dit vanwege de coronapandemie.
Na zijn overstap in 2021 naar de Belgische ploeg Intermarché-Wanty-Gobert Matériaux was Taaramäe veelal actief als knecht in grotere en kleinere meerdaagse etappewedstrijden. Desondanks kreeg hij in de derde etappe van de Ronde van Spanje de kans om voor eigen succes te gaan. Hij belandde in een kopgroep met acht renners en bleek op de slotklim de sterkste van zijn medevluchters. De Amerikaan Joe Dombrowski kwam 21 seconden later over de eindstreep. Door deze prestatie van de Est mocht hij de vierde etappe rijden in de rode leiderstrui. Deze moest hij afstaan aan Kenny Elissonde. Tevens won Taaramäe wederom de tijdrit op het nationaal kampioenschap.
In 2022 was hij wederom veelal actief in meerdaagse etappewedstrijden en prolongeerde hij zijn titel op de tijdrit van het nationale kampioenschap. In de Ronde van Italië kwam hij als derde over de eindstreep in de vierde etappe na de hele dag in de vlucht te hebben gereden. Ook in 2023 werd hij nationaal kampioen tijdrijden; in de grote rondes waar hij aan deelnam stapte hij vroegtijdig af.

## Palmares

### Overwinningen
2006
1e etappe Kreiz Breizh Elites
2007
4e etappe Circuit des Ardennes
2008
2e en 3e etappe Ronde van het District Santarém
6e etappe Ronde van de Toekomst
2009
Bergklassement Ronde van het Baskenland
 Estisch kampioen op de weg, Elite
 Estisch kampioen tijdrijden, Elite
4e etappe Ronde van de Ain
Eindklassement Ronde van de Ain
2011
 Estisch kampioen tijdrijden, Elite
14e etappe Ronde van Spanje
2012
 Estisch kampioen tijdrijden, Elite
2013
 Estisch kampioen op de weg, Elite
2014
3e etappe Ronde van Turkije
Ronde van de Doubs
2015
Ronde van Murcia
Eindklassement Ronde van Burgos
Eindklassement Arctic Race of Norway
2016
20e etappe Ronde van Italië
2e etappe Ronde van Slovenië
Eindklassement Ronde van Slovenië
2019
 Estisch kampioen tijdrijden, Elite
2021
 Estisch kampioen tijdrijden, Elite
3e etappe Ronde van Spanje
2022
 Estisch kampioen tijdrijden, Elite
2023
 Estisch kampioen tijdrijden, Elite
2024
 Estisch kampioen tijdrijden, Elite
2025
 Estisch kampioen tijdrijden, Elite

### Resultaten in voornaamste wedstrijden
| Jaar | Ronde van Italië | Ronde van Frankrijk | Ronde van Spanje |
| ---- | ---------------- | ------------------- | ---------------- |
| 2008 |                  |                     |                  |
| 2009 |                  |                     | 74e              |
| 2010 |                  | opgave              |                  |
| 2011 |                  | 11e                 | opgave (1)       |
| 2012 |                  | 36e                 |                  |
| 2013 |                  | 102e                |                  |
| 2014 |                  | 88e                 |                  |
| 2015 |                  | opgave              |                  |
| 2016 | 29e (1)          |                     | opgave           |
| 2017 |                  |                     | 147e             |
| 2018 |                  | buiten tijd         |                  |
| 2019 |                  | 66e                 |                  |
| 2020 |                  |                     |                  |
| 2021 | 51e              |                     | 55e (1)          |
| 2022 | 46e              |                     | opgave           |
| 2023 | opgave           |                     | opgave           |
| 2024 |                  |                     | opgave           |

| Jaar | Milaan-San Remo | Amstel Gold Race | Luik-Bast.‑Luik | Ronde van Lombardije | Waalse Pijl |  | WK op de weg |  | Wereldranglijsten |
| ---- | --------------- | ---------------- | --------------- | -------------------- | ----------- |  | ------------ |  | ----------------- |
| 2008 |                 |                  |                 |                      |             |  | opgave       |  |                   |
| 2009 |                 |                  |                 |                      | 116e        |  | opgave       |  | 49e (UWK)         |
| 2010 |                 |                  | opgave          |                      |             |  |              |  | 45e (UWK)         |
| 2011 |                 | 117e             | 77e             |                      | opgave      |  |              |  |                   |
| 2012 |                 |                  |                 |                      |             |  | opgave       |  |                   |
| 2013 |                 |                  | 123e            |                      |             |  |              |  |                   |
| 2014 |                 |                  |                 |                      | 105e        |  | opgave       |  |                   |
| 2015 |                 |                  | 67e             |                      | opgave      |  | 14e          |  | 201e (UWT)        |
| 2016 |                 |                  | opgave          | opgave               |             |  |              |  | 135e (UWT)        |
| 2017 |                 |                  | 151e            | 70e                  |             |  |              |  | 232e (UWT)        |
| 2018 |                 |                  | opgave          |                      |             |  | opgave       |  |                   |
| 2019 |                 |                  |                 |                      |             |  | opgave       |  |                   |
| 2020 |                 |                  |                 |                      |             |  |              |  |                   |
| 2021 |                 |                  |                 | 75e                  |             |  |              |  |                   |
| 2022 | 140e            |                  |                 | opgave               |             |  |              |  |                   |
| 2023 |                 |                  |                 | opgave               |             |  |              |  |                   |
| 2024 |                 |                  | opgave          |                      | opgave      |  |              |  |                   |

### Resultaten in kleinere rondes
| Jaar | Tour Down Under | Parijs-Nice | Tirreno-Adriatico | Ronde van Catalonië | Ronde van het Baskenland | Ronde van Romandië | Critérium du Dauphiné | Ronde van Zwitserland | Ronde van Polen | Eneco Tour | Ronde van Peking / Ronde van Guangxi |
| ---- | --------------- | ----------- | ----------------- | ------------------- | ------------------------ | ------------------ | --------------------- | --------------------- | --------------- | ---------- | ------------------------------------ |
| 2008 |                 |             |                   |                     |                          | 38e                |                       |                       |                 | 61e        |                                      |
| 2009 | 95e             | 40e         |                   |                     | 66e                      | ↑                  |                       | 8e                    |                 |            |                                      |
| 2010 |                 | 7e          |                   | ↑                   |                          |                    | opgave                |                       |                 |            |                                      |
| 2011 |                 | 4e          |                   |                     |                          |                    | 45e                   |                       |                 |            |                                      |
| 2012 |                 | 87e         |                   |                     |                          |                    | 96e                   |                       |                 |            |                                      |
| 2013 |                 | 59e         |                   |                     | opgave                   |                    | 27e                   |                       |                 |            |                                      |
| 2014 |                 |             |                   |                     |                          |                    | 119e                  |                       |                 |            |                                      |
| 2015 |                 | 52e         |                   |                     | 47e                      | 58e                | 40e                   |                       |                 |            |                                      |
| 2016 | 37e             |             |                   | 59e                 |                          | 22e                |                       |                       | 54e             |            |                                      |
| 2017 |                 |             | 64e               | 98e                 |                          | 82e                |                       | 83e                   |                 |            | 9e                                   |
| 2018 |                 |             |                   |                     |                          |                    |                       | 72e                   |                 |            |                                      |
| 2019 |                 |             |                   |                     |                          |                    |                       |                       |                 | 41e        |                                      |
| 2020 |                 |             |                   |                     |                          |                    |                       |                       |                 |            |                                      |
| 2021 |                 | 35e         |                   | 76e                 |                          | 47e                |                       |                       |                 |            |                                      |
| 2022 | opgave          |             |                   |                     | 33e                      |                    |                       |                       |                 |            |                                      |
| 2023 |                 |             |                   | 33e                 | 15e                      | 25e                | 94e                   |                       |                 |            |                                      |
| 2024 |                 |             |                   | opgave              | 73e                      |                    |                       | 43e                   |                 |            | opgave                               |

## Ploegen
- 2007 –  Cofidis, le Crédit par Téléphone (stagiair vanaf 1-8)
- 2008 –  Cofidis, le Crédit par Téléphone
- 2009 –  Cofidis, le Crédit en Ligne
- 2010 –  Cofidis, le Crédit en Ligne
- 2011 –  Cofidis, le Crédit en Ligne
- 2012 –  Cofidis, le Crédit en Ligne
- 2013 –  Cofidis, Solutions Crédits
- 2014 –  Cofidis, Solutions Crédits
- 2015 –  Astana Pro Team
- 2016 –  Team Katjoesja
- 2017 –  Team Katjoesja Alpecin
- 2018 –  Direct Énergie
- 2019 –  Direct Énergie
- 2020 –  Total Direct Énergie
- 2021 –  Intermarché-Wanty-Gobert Matériaux
- 2022 –  Intermarché-Wanty-Gobert Matériaux
- 2023 –  Intermarché-Circus-Wanty
- 2024 –  Intermarché-Wanty
- 2025 –  Kinan Racing Team

Augé ·
Bessy ·
Bourgain · 
Buffaz · 
Chavanel · 
De Weert ·
Duclos-Lassalle · 
Duque · 
Elijzen ·
Farrar · 
Fernández ·
Hartmann ·
Hary ·
Heijboer · 
Henriette · 
Høj · 
Huguet · 
Lequatre · 
Minard · 
Moinard · 
Moncoutié · 
Monfort ·
Monier ·
Moreni (tot 31/07) ·
Nuyens ·
Parra ·
Scheirlinckx · 
Sireau ·
Sutton ·
Tournant · 
Valentin · 
Verbrugghe · 
Wiggins · 
Zampieri · 
El Fares (stagiair) ·
Taaramäe (stagiair) · 
Villa (stagiair) 
Augé ·
Blain ·
Bourgain · 
Brard ·
Buffaz · 
Chavanel · 
Demaret ·
De Weert ·
Duclos-Lassalle · 
Dumoulin ·
Duque · 
El Fares ·
Fernández ·
Hartmann ·
Hary ·
Heijboer · 
Henriette · 
Høj · 
Huguet · 
Minard · 
Moinard · 
Moncoutié · 
Monfort ·
Monier ·
Nuyens ·
Portal ·
Scheirlinckx · 
Sireau ·
Taaramäe · 
Tournant · 
Valentin · 
Verbrugghe · 
Villa ·
Zampieri · 
Blot (stagiair) ·
Lebas (stagiair) · 
Zingle (stagiair) 
Augé ·
Blain ·
Blot ·
Bourgain · 
Brard ·
Buffaz · 
Demaret ·
Duclos-Lassalle · 
Dumoulin ·
Duque · 
El Fares ·
Fernández · 
Hary ·
Kern ·
Lafargue ·
Minard · 
Moinard · 
Moncoutié · 
Monier ·
Oesaw · 
Pauriol ·
Pervis ·
Portal ·
Sijmens · 
Sireau ·
Taaramäe · 
Valentin · 
Villa ·
Fouchard (stagiair) ·
Giraud (stagiair) · 
Molmy (stagiair) 
Augé ·
Blot · 
Buffaz · 
Cusin ·
Demaret ·
Dumoulin ·
Duque · 
El Fares ·
Fouchard ·
Gallopin · 
Ista ·
Kern ·
Keukeleire · 
Kriit ·
Labbe ·
Lafargue ·
Lambert ·
Levy ·
Minard · 
Moinard · 
Moncoutié · 
Monier ·
Mulder · 
Pauriol ·
Pervis ·
Sijmens · 
Sireau ·
Taaramäe · 
Thirionet · 
Valentin · 
Zingle ·
Bagot (stagiair) ·
Edet (stagiair) ·
Petit (stagiair)
Bagot ·
Barle · 
Buffaz · 
Crépelière ·
Cusin ·
Demaret ·
Dumoulin ·
Duque · 
Edet ·
El Fares ·
Fouchard ·
Gallopin ·
Grandjean ·
Hervio · 
Ista ·
Keukeleire · 
Kriit ·
Labbe ·
Lambert ·
Maté · 
Moncoutié · 
Monier ·
Petit ·
Saramotins · 
Sijmens · 
Taaramäe · 
Thirionet · 
Valentin · 
Vogondy ·
Zingle ·
Delalot (stagiair) ·
Lavieu (stagiair) ·
Molard (stagiair) 
Bagot ·
Barle · 
Buffaz · 
Cammaerts ·
Demaret ·
Di Grégorio ·
Dumoulin ·
Duque · 
Edet ·
Fouchard ·
García ·
Ghyselinck ·
Labbe ·
Lambert ·
Maté · 
Molard ·
Moncoutié · 
Monier ·
Petit ·
Saramotins · 
Sijmens · 
Taaramäe · 
Thirionet · 
Valentin · 
Vogondy ·
Zingle ·
Corbel (stagiair) ·
Turgis (stagiair) 
Bagot ·
Barle · 
Bescond · 
Bessy · 
Cammaerts ·
Coppel ·
Edet ·
Fouchard ·
García ·
Ghyselinck ·
Hardy ·
Jõeäär ·
Labbe ·
Le Mével ·
Lemarchand ·
Levarlet ·
Maté · 
Molard ·
Navarro · 
Petit ·
Poulhiès ·
Sijmens · 
Taaramäe · 
Valentin · 
Zingle ·
Lavery (stagiair) · 
Venturini (stagiair) · 
Verhelst (stagiair) 
Bagot ·
Bescond · 
Cammaerts ·
Coppel ·
Edet ·
Fouchard ·
García ·
Hardy ·
Jõeäär ·
Laporte ·
Le Mével ·
Lemarchand ·
Lemoine ·
Levarlet ·
Maté · 
Molard ·
Navarro · 
Petit ·
Poulhiès ·
Sénéchal · 
Simon ·
Taaramäe · 
Venturini · 
Verhelst ·
Zingle ·
Chetout (stagiair) · 
Kowalski (stagiair) · 
Turgis (stagiair) 
Agnoli · Aru · Ayazbajev · Boom · Božič · Cataldo · De Vreese · Dyaçenko · Fominykh · Fuglsang · Groezdev · Guardini · Hryvko · Kamışev · Kangert · Landa · Loetsenko · López · Malacarne · Nibali · Qojatajev · Rosa · Sánchez · Scarponi · Taaramäe · Tiralongo · Tlewbajev · Vanotti · Westra · Zejts
Belkov · Bystrøm · Guarnieri · Haller · Isajtsjev · Koeznetsov · Kotsjetkov · Kozontsjoek · Kristoff · Lagoetin · Losada · Machado · Mamykin · Mørkøv · Politt · Porsev · Restrepo · Rodríguez · Silin · Špilak · Taaramäe · Tsatevitsj · Tsjernetski · Van den Broeck · Vicioso · Vorganov · Vorobjov · Zakarin · Maes (stagiair)
Belkov · Biermans · Bystrøm · Gonçalves · Haller · Hollenstein · Kišerlovski · Koeznetsov · Kotsjetkov · Kristoff  · Lammertink · Losada · Machado · Mamykin · Martin   · Mathis · Mørkøv · Planckaert · Politt · Restrepo · Špilak · Taaramäe · Vicioso · Würtz Schmidt · Zabel · Zakarin · Havik (stagiair)
Boudat · Calmejane · Cardis · Chavanel · Cornu · Cousin · Gaudin · Gène · Grellier · Hivert · Journiaux · Nauleau · Ourselin · Petit · Pichot · Quéméneur · Sellier · Sicard · Taaramäe · Tulik · Gaillard (stagiair) · Orceau (stagiair) · Rivière (stagiair) 
Bonifazio · Boudat · Burgaudeau · Calmejane · Cardis · Cousin · Gaudin · Gène · Grellier · Hivert · Journiaux · Ligthart · Nauleau · Ourselin · Petit · Pichot · Quéméneur · Sellier · Sicard · Taaramäe · Terpstra · Tulik · Turgis
Bakelants · Bellicaud · De Gendt · De Plus · De Winter · Delacroix · Devriendt · Eiking · Evans · Hermans · Hirt · van der Hoorn · van Kessel · Koch · Kreder · Lammertink · Meintjes · Minali · Pasqualon · Petilli · Planckaert · B. van Poppel · D. van Poppel · Rota · Taaramäe · Van Melsen · Vanspeybrouck · Vliegen · Zimmermann · Girmay (stagiair) · Daemen (stagiair) · De Pooter (stagiair) · Jarnet (stagiair)
Bakelants · Bystrøm · Claeys · De Gendt · Delacroix · Devriendt · Girmay · Goossens · Hermans · Hirt · Huys · Johansen · Kristoff · Meintjes · Page · Pasqualon · Peák · Petilli · Petit · Planckaert ·  Pozzovivo(vanaf 14/2) · Rota · Taaramäe · Thijssen · van der Hoorn · van Kessel · Van Melsen · van Poppel · Vliegen · Zimmermann · De Pooter (stagiair) · Mihkels (stagiair)
Bonifazio · Bystrøm · Calmejane · Costa · De Gendt · De Pooter · Girmay · Goossens · Herregodts · Huys · Johansen · Marit · Meintjes · Mihkels · Page · Paquot · Petilli · Petit · Planckaert · Rex · Rota · Smith · Taaramäe · Teunissen · Thijssen · van der Hoorn · van Poppel · Vliegen · Zimmermann
Braet · Busatto · Calmejane · Colleoni · De Pooter · Faure Prost · Girmay · Goossens · Herregodts · Kuypers(vanaf 4/4) · Marit · Meintjes · Mihkels · Page · Paquot · Petilli · Petit · Planckaert · Rex · Rota · Smith · Taaramäe · Teunissen · Thijssen · van der Hoorn · Van Hoecke · van Poppel · van Sintmaartensdijk · Zimmermann · Dolven(stagiair)